# Neptis simaluria
Neptis simaluria är en fjärilsart som beskrevs av Van Eecke 1914. Neptis simaluria ingår i släktet Neptis och familjen praktfjärilar. Inga underarter finns listade i Catalogue of Life.